# Ralf Edström
Ralf Sigvard Edström (Degerfors, Suecia, 7 de octubre de 1952) es un exfutbolista sueco, que se desempeñó como delantero y que militó en diversos clubes de Suecia, Bélgica, Francia y Holanda.

## Selección nacional
Ha sido internacional con la Selección de fútbol de Suecia; jugando 40 partidos y anotó 15 goles. Participó en 2 Copas Mundiales. La primera fue en Alemania Federal 1974, donde anotó 4 goles (2 a Uruguay, uno a Alemania y a Yugoslavia) y fue figura clave, para que Suecia pase a segunda fase, luego estuvo en  Argentina 1978, donde su selección quedó eliminada en primera fase.

### Participaciones en Copas del Mundo
| Mundial                        | Sede                | Resultado    | Partidos | Goles |
| ------------------------------ | ------------------- | ------------ | -------- | ----- |
| Copa Mundial de Fútbol de 1974 | Alemania Occidental | Segunda fase | 6        | 4     |
| Copa Mundial de Fútbol de 1978 | Argentina           | Primera fase | 3        | 0     |

## Clubes
| Club           | País         | Año       |
| -------------- | ------------ | --------- |
| Degerfors IF   | Suecia       | 1971      |
| Åtvidabergs FF | Suecia       | 1971-1973 |
| PSV Eindhoven  | Países Bajos | 1973-1977 |
| IFK Göteborg   | Suecia       | 1977-1979 |
| Standard Lieja | Bélgica      | 1979-1981 |
| AS Monaco      | Francia      | 1981-1983 |
| Örgryte IS     | Suecia       | 1983-1985 |

## Secuestro
Durante la Copa Mundial de Fútbol de 1978 en Argentina, Edström fue secuestrado, interrogado y luego liberado. La noche anterior al primer partido de Suecia en esa justa mundialista, ya había tenido un extraño incidente en un bar cercano al hotel con un hombre que se había presentado como abogado y que había llorado al saber que era sueco, mientras decía «¡Un país libre!».
Según el relato de Edström:

La noche siguiente dos hombres vinieron a las afueras del hotel, me agarraron por el brazo y me dijeron que fuera con ellos. Me asusté mucho, me llevaron por los corredores hasta una habitación debajo del hotel. Me sentaron en una silla, donde un hombre vestido de militar con anteojos de sol estaba al otro lado de la mesa. Le mostré mi identificación como jugador de la Copa del Mundo, me dieron una taza de café y después de eso me liberaron.

Edström ha asociado este hecho con el caso de la desaparición de la joven sueca Dagmar Hagelin, con la campaña de su padre Ragnar Hagelin para que Suecia no concurriera al Mundial y con haber ido a visitar la Plaza de Mayo, donde pudieron ver a las Madres de Plaza de Mayo, una organización de derechos humanos argentina.